# Alex de Minaur
Alex de Minaur, in het Spaans Álex de Miñaur (Sydney, 17 februari 1999) is een professioneel tennisser die uitkomt voor Australië. Zijn vader is afkomstig van Uruguay en zijn moeder is Spaanse, waardoor hij tevens de Spaanse nationaliteit bezit. Hij wordt momenteel gecoacht door Adolfo Gutiérrez. Hij won in zijn carrière vijf ATP-toernooien in het enkelspel en één in het dubbelspel.

## Palmares
| Legenda                       | Legenda               |
| ----------------------------- | --------------------- |
| Grand Slam                    |                       |
| Olympische Spelen             |                       |
| tot 2009                      | vanaf 2009            |
| Tennis Masters Cup            | ATP Finals            |
| ATP Masters Series            | ATP Tour Masters 1000 |
| ATP International Series Gold | ATP Tour 500          |
| ATP International Series      | ATP Tour 250          |

### Enkelspel
| Nr.                  | Datum             | Toernooi             | Ondergrond    | Tegenstander in finale | Score            | Details |
| -------------------- | ----------------- | -------------------- | ------------- | ---------------------- | ---------------- | ------- |
| Gewonnen finales     |                   |                      |               |                        |                  |         |
| 1.                   | 12 januari 2019   | ATP Sydney           | Hardcourt     | Andreas Seppi          | 7-5, 7-6(5)      | Details |
| 2.                   | 28 juli 2019      | ATP Atlanta (1)      | Hardcourt     | Taylor Fritz           | 6-3, 7-6(2)      | Details |
| 3.                   | 29 september 2019 | ATP Zhuhai           | Hardcourt     | Adrian Mannarino       | 7-6(4), 6-4      | Details |
| 4.                   | 13 januari 2021   | ATP Antalya          | Hardcourt     | Aleksandr Boeblik      | 2-0 opgave       | Details |
| 5.                   | 26 juni 2021      | ATP Eastbourne       | Gras          | Lorenzo Sonego         | 4-6, 6-4, 7-6(5) | Details |
| 6.                   | 31 juli 2022      | ATP Atlanta (2)      | Hardcourt     | Jenson Brooksby        | 6-3, 6-3         | Details |
| 7.                   | 4 maart 2023      | ATP Acapulco (1)     | Hardcourt     | Tommy Paul             | 3-6, 6-4, 6-1    | Details |
| 8.                   | 2 maart 2024      | ATP Acapulco (2)     | Hardcourt     | Casper Ruud            | 6-4, 6-4         | Details |
| 9.                   | 16 juni 2024      | ATP Rosmalen         | Gras          | Sebastian Korda        | 6-2, 6-4         | Details |
| Verloren finales     |                   |                      |               |                        |                  |         |
| 1.                   | 13 januari 2018   | ATP Sydney           | Hardcourt     | Daniil Medvedev        | 6-1, 4-6, 5-7    | Details |
| 2.                   | 5 augustus 2018   | ATP Washington       | Hardcourt     | Alexander Zverev       | 2-6, 4-6         | Details |
| 3.                   | 27 oktober 2019   | ATP Bazel            | Hardcourt (i) | Roger Federer          | 2-6, 2-6         | Details |
| 4.                   | 25 oktober 2020   | ATP Antwerpen        | Hardcourt (i) | Ugo Humbert            | 1-6, 6-7(4)      | Details |
| 5.                   | 25 juni 2023      | ATP Londen           | Gras          | Carlos Alcaraz         | 4-6, 4-6         | Details |
| 6.                   | 5 augustus 2023   | ATP Los Cabos        | Hardcourt     | Stéfanos Tsitsipás     | 3-6, 4-6         | Details |
| 7.                   | 13 augustus 2023  | ATP Montreal/Toronto | Hardcourt     | Jannik Sinner          | 4-6, 1-6         | Details |
| 8.                   | 18 februari 2024  | ATP Rotterdam        | Hardcourt (i) | Jannik Sinner          | 5-7, 4-6         | Details |
| Gewonnen challengers |                   |                      |               |                        |                  |         |
| 1.                   | 17 juni 2018      | Nottingham           | Hardcourt     | Daniel Evans           | 7-6(4), 7-5      |         |

#### Next Generation ATP Finals
| Nr.              | Datum            | Toernooi                   | Ondergrond    | Tegenstander in finale | Score                    | Details |
| ---------------- | ---------------- | -------------------------- | ------------- | ---------------------- | ------------------------ | ------- |
| Verloren finales |                  |                            |               |                        |                          |         |
| 1.               | 10 november 2018 | Next Generation ATP Finals | Hardcourt (i) | Stéfanos Tsitsipás     | 4-2, 1-4, 3-4(3), 3-4(3) | Details |
| 2.               | 9 november 2019  | Next Generation ATP Finals | Hardcourt (i) | Jannik Sinner          | 2-4, 1-4, 2-4            | Details |

### Dubbelspel
| Nr.                           | Datum            | Toernooi       | Ondergrond | Partner             | Tegenstanders in finale   | Score    |         |
| ----------------------------- | ---------------- | -------------- | ---------- | ------------------- | ------------------------- | -------- | ------- |
| Gewonnen finales mannendubbel |                  |                |            |                     |                           |          |         |
| 1.                            | 29 augustus 2020 | ATP Cincinnati | Hardcourt  | Pablo Carreño Busta | Jamie Murray Neal Skupski | 6-2, 7-5 | Details |

### Landencompetities
| Nr.              | Datum                | Toernooi  | Ondergrond    | Partner                                                          | Tegenstanders in finale                                                                                               | Score                 | Details |
| ---------------- | -------------------- | --------- | ------------- | ---------------------------------------------------------------- | --- | --------------------- | ------- |
| Gewonnen finales |                      |           |               |                                                                  | |                       |         |
| 1.               | 23-25 september 2022 | Laver Cup | Hardcourt (i) | Félix Auger-Aliassime Diego Schwartzman Frances Tiafoe Jack Sock | Casper Ruud Rafael Nadal Stéfanos Tsitsipás Novak Djokovic Roger Federer Andy Murray Matteo Berrettini Cameron Norrie | 13-8 (11 wedstrijden) | Details |
| Verloren finales |                      |           |               |                                                                  | |                       |         |
| 1.               | 22-27 november 2022  | Davis Cup | Hardcourt (i) | Matthew Ebden Thanasi Kokkinakis Max Purcell Jordan Thompson     | Félix Auger-Aliassime Vasek Pospisil Denis Shapovalov                                                                 | 0-2 (2 wedstrijden)   | Details |
| 2.               | 21-26 november 2023  | Davis Cup | Hardcourt (i) | Matthew Ebden Alexei Popyrin Max Purcell Jordan Thompson         | Jannik Sinner Lorenzo Musetti Matteo Arnaldi Lorenzo Sonego Simone Bolelli                                            | 0-2 (2 wedstrijden)   | Details |

## Resultaten grote toernooien
| Legenda | Legenda                          |
| ------- | -------------------------------- |
| g.t.    | geen toernooi gehouden           |
| l.c.    | lagere categorie                 |
| –       | niet deelgenomen                 |
| G       | uitgeschakeld in de groepsfase   |
| 1R      | uitgeschakeld in de eerste ronde |
| 2R      | uitgeschakeld in de tweede ronde |
| 3R      | uitgeschakeld in de derde ronde  |
| 4R      | uitgeschakeld in de vierde ronde |
| KF      | uitgeschakeld in de kwartfinale  |
| HF      | uitgeschakeld in de halve finale |
| F       | de finale verloren               |
| W       | het toernooi gewonnen            |
| w-v     | winst/verlies-balans             |

### Enkelspel
| toernooi            | 2017 | 2018 | 2019 | 2020 | 2021 | 2022 | 2023 | 2024 | 2025 |
| ------------------- | ---- | ---- | ---- | ---- | ---- | ---- | ---- | ---- | ---- |
| grandslamtoernooien |      |      |      |      |      |      |      |      |      |
| Australian Open     | 2R   | 1R   | 3R   | –    | 3R   | 4R   | 4R   | 4R   | KF   |
| Roland Garros       | 1R   | 1R   | 2R   | 1R   | 2R   | 1R   | 2R   | KF   | 2R   |
| Wimbledon           | –    | 3R   | 2R   | g.t. | 1R   | 4R   | 2R   | KF   |      |
| US Open             | 1R   | 3R   | 4R   | KF   | 1R   | 3R   | 4R   | KF   |      |
| ATP Masters 1000    |      |      |      |      |      |      |      |      |      |
| Indian Wells        | –    | 2R   | 2R   | g.t. | 4R   | 4R   | 2R   |      |      |
| Miami               | –    | 1R   | –    | g.t. | 2R   | 3R   | 2R   |      |      |
| Monte Carlo         | –    | –    | –    | g.t. | 1R   | 2R   | 2R   |      |      |
| Madrid              | –    | –    | 1R   | g.t. | 3R   | 2R   | 2R   |      |      |
| Rome                | –    | –    | 1R   | 1R   | 1R   | 3R   | 2R   |      |      |
| Montreal/Toronto    | –    | –    | 1R   | g.t. | 2R   | 3R   | F    |      |      |
| Cincinnati          | –    | –    | 3R   | 1R   | 2R   | 2R   | 2R   |      |      |
| Shanghai            | –    | 3R   | 1R   | g.t. | g.t. | g.t. | 2R   |      |      |
| Parijs              | –    | 1R   | 3R   | 3R   | 1R   | 3R   | KF   |      |      |
| olympisch           |      |      |      |      |      |      |      |      |      |
| Olympische Spelen   | g.t. | g.t. | g.t. | g.t. | –    | g.t. | g.t. |      |      |
| statistieken        |      |      |      |      |      |      |      |      |      |
| titels per jaar     | 0    | 0    | 3    | 0    | 2    | 1    | 1    | 0    |      |
| eindejaarsranking   | 208  | 31   | 18   | 23   | 34   | 24   | 12   |      |      |

### Dubbelspel
| toernooi            | 2017 | 2018 | 2019 | 2020 | 2021 | 2022 | 2023 | 2024 |
| ------------------- | ---- | ---- | ---- | ---- | ---- | ---- | ---- | ---- |
| grandslamtoernooien |      |      |      |      |      |      |      |      |
| Australian Open     | 1R   | –    | –    | –    | 1R   | –    | –    |      |
| Roland Garros       | –    | –    | 1R   | 2R   | 2R   | –    | –    |      |
| Wimbledon           | –    | 1R   | 2R   | g.t. | 2R   | –    | –    |      |
| US Open             | –    | –    | 2R   | –    | 1R   | –    | –    |      |
| ATP Masters 1000    |      |      |      |      |      |      |      |      |
| Indian Wells        | –    | –    | –    | g.t. | 1R   | –    | –    |      |
| Miami               | –    | –    | –    | g.t. | –    | 1R   | –    |      |
| Monte Carlo         | –    | –    | –    | g.t. | 1R   | 1R   | –    |      |
| Madrid              | –    | –    | –    | g.t. | –    | –    | 1R   |      |
| Rome                | –    | –    | –    | 1R   | 1R   | –    | KF   |      |
| Montreal/Toronto    | –    | –    | 1R   | g.t. | 1R   | 2R   | 1R   |      |
| Cincinnati          | –    | –    | –    | W    | KF   | 2R   | –    |      |
| Shanghai            | –    | –    | 1R   | g.t. | g.t. | g.t. | 2R   |      |
| Parijs              | –    | –    | 1R   | –    | 1R   | –    | –    |      |
| olympisch           |      |      |      |      |      |      |      |      |
| Olympische Spelen   | g.t. | g.t. | g.t. | g.t. | –    | g.t. | g.t. |      |
| statistieken        |      |      |      |      |      |      |      |      |
| titels per jaar     | 0    | 0    | 0    | 1    | 0    | 0    | 0    | 0    |
| eindejaarsranking   | 1139 | 406  | 141  | 59   | 135  | 197  | 178  |      |